# Ninja Casino
Ninja Casino är ett onlinekasino som tillhör spelkoncernen Enlabs, som ägs av Brittiska Entain Group.
Huvudkontoret för Ninja Casino är baserat i Riga, men man har även kontor i Tallinn och på Malta. Nätcasinot reglas av Curacao eGaming Licensing Authority, men erhöll i juni 2018 den estländska spellicensen EMTA.
Ninja Casino blev den 17 december 2018 stämda av Konsumentverket som ansåg att de stred mot lagens krav på måttfull spelreklam och planerade att ta spelbolaget till domstol. Det är första gången som måttfullhetsaspekten för spelreklam prövas i svensk domstol.
Ninja Casino blev den 17 juni 2019 av med sin svenska spellicens, utfärdat av den svenska spelinspektionen. Detta beslut togs på grund av allvarliga brister i Ninja Casinos tillämpningar kring ansvarsfullt spelande, bonuserbjudanden samt dåliga kontroller kring penningtvätt och finansiering av terrorism.

## Utmärkelser
I januari 2017 kom Ninja Casino att utnämnas till Nordens främsta nätcasino av EGR (eGaming Review). Motiveringen var operatörens effektiva produkt samt dess kommersiella produkter. Ninja Casino tilldelades därmed priset “In-house Innovation of the Year 2017 - EGR Nordics Awards”.  
Ninja Casino tilldelades i samband med EGR Nordics Awards även utmärkelsen för den mest innovativa Start Up-operatören.
- EGR Nordic Awards 2017 - In-house innovation[5]
- EGR OM&I Awards 2017 - Innovative start-up[6]

## Samarbeten
I juni 2016 gick Global Gaming ut med information om ett nytt samarbete mellan Ninja Casino och den forna Formel 1-stjärnan Mika Salo. Samarbetet, som riktar sig mot den finska marknaden, inkluderar bland annat inkluderar TV-reklam, kundmöten samt tävlingar om olika F1-resor. Kampanjerna utfördes under sommaren 2018.